# Frank Williams Racing Cars
La Frank Williams Racing Cars è stata una squadra motoristica britannica di Formula 1, fondata da Frank Williams. Ha partecipato al Campionato mondiale di Formula 1 dal 1969 al 1976 correndo 79 gran premi, 25 dei quali come costruttore in proprio dal 1975 al 1976, senza mai ottenere un successo. All'inizio del 1976, il petroliere canadese Walter Wolf acquistò la scuderia ribattezzandola Walter Wolf Racing. Williams, dopo una breve carriera nelle vetture turismo e in Formula 3, convinto di aver raggiunto il suo massimo livello come pilota, decise di costituire un proprio team e ingaggiare altri piloti, il primo fu il suo amico Piers Courage. Nel 1968 conquistarono insieme il titolo europeo di Formula 2.

## Storia

### 1969: Brabham
Williams acquistò una Brabham BT26A-Ford di Formula 1 per Courage nel 1969. Vi furono anche alcuni strascichi con Jack Brabham in quanto la vettura avrebbe dovuto essere utilizzata solo in gare non valide per il mondiale e convertita in una Formula 5000. In ogni caso Courage disputò una grande stagione, debuttò al Gran Premio di Spagna al Montjuïc Park il 4 maggio 1969 e conquistò il secondo posto in due gran premi, a Monaco e negli Stati Uniti, terminando il campionato 8º con 16 punti.

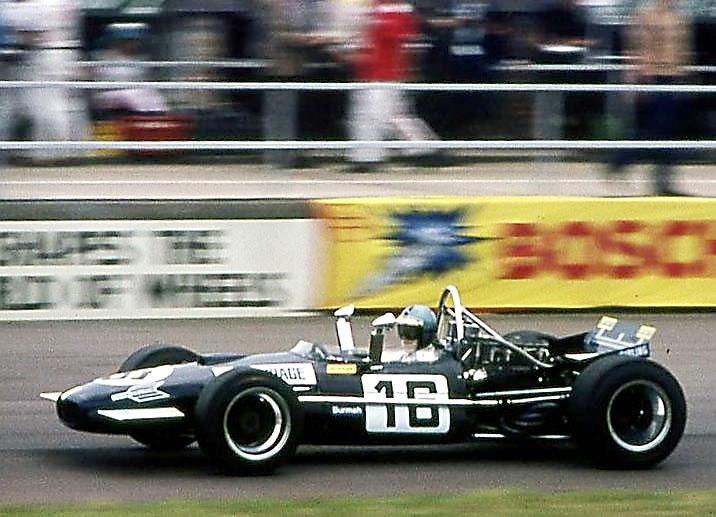
Piers Courage al GP di Gran Bretagna del 1969

### 1970: De Tomaso
I risultati portarono all'interessamento del costruttore argentino Alejandro De Tomaso che aveva commissionato una vettura a Gian Paolo Dallara per il 1970. La vettura, poco competitiva, non riuscì a finire le prime 4 gare della stagione. Nella quinta gara, il Gran Premio d'Olanda del 21 giugno, la De Tomaso 505/38-Ford si ribaltò al 22 giro e prese fuoco provocando la morte di Courage. La morte del suo amico turbò gravemente Frank Williams: la successiva distanza creatasi tra Williams e i suoi piloti fu attribuita a quell'evento. La stagione fu terminata con due piloti paganti: Brian Redman prima e Tim Schenken poi. Nessuno dei tre piloti fu mai in grado di terminare una gara e al Gran Premio di Germania Redman non riuscì neanche a qualificarsi. Senza i risultati sperati l'accordo con De Tomaso giunse alla fine.

### 1971: March
Nel 1971, Williams acquistò una March 701-Ford dell'anno prima, per farvi correre Henri Pescarolo. Malgrado il successivo acquisto di una nuova March 711 già alla seconda corsa (il Gran Premio di Spagna), non si andò oltre un quarto posto al Gran Premio di Gran Bretagna e un sesto al Gran Premio d'Austria. Al Gran Premio di Francia una monoposto fu affidata anche a Max Jean. In occasione del Gran Premio d'Italia di Monza del 5 settembre Pescarolo ottenne il primo giro più veloce della storia del team che intanto era rimasto a corto di fondi ed era costretto ad affrontare gli ultimi gran premi in modo precario.

### 1972: March e Politoys
Nel 1972 grazie alla sponsorizzazione della Motul e della Politoys (in seguito Polistil) Williams poté acquistare una nuova March 721 e poté tentare l'avventura della costruzione di una vettura propria chiamata appunto Politoys. Con una March Carlos Pace arrivò quinto nel Gran Premio del Belgio. Pescarolo portò la Politoys FX3 in pista al Gran Premio di Gran Bretagna, ma un incidente causato dalla rottura dello sterzo provocò seri danni alla vettura. Anche Chris Amon provò la vettura nelle prove di una gara non valida per il campionato ma preferì rinunciare alla gara.

### 1973: ISO
Motul e Politoys abbandonarono la scuderia alla fine del 1972 e Williams riuscì a schierarsi al via della stagione 1973 grazie alla sponsorizzazione della Marlboro e della casa costruttrice Iso con la Politoys FX3 corretta rinominata ISO Marlboro FX3B-Ford. I due nuovi piloti erano Howden Ganley e Nanni Galli, che nel Gran Premio del Sudafrica lasciò il posto a Jackie Pretorius.  L'esordio fu al Gran Premio d'Argentina, ma nessuno dei due piloti riuscì a terminare la corsa. Nel Gran Premio di Spagna esordì la nuova vettura, la ISO-Marlboro IR, progettata da John Clarke. Mancarono comunque i risultati e Galli lasciò la scuderia, sostituito da una serie di piloti paganti: Tom Belsø, Henri Pescarolo, Graham McRae, Gijs van Lennep (sesto al Gran Premio d'Olanda), Tim Schenken. Nel Gran Premio del Canada a causa di un errore dei giudici, dopo che la gara era stata neutralizzata dalla safety car a causa della pioggia, (primo e per molti anni unico caso in formula 1) sembrò che Howden Ganley (trovatosi alle spalle della safety car) fosse il vincitore, mentre in realtà era terminato sesto ad un giro.

### 1974: Williams FW
Nel 1974 sia la ISO che la Marlboro lasciarono e la ISO-Marlboro IR venne ribattezzata come Williams FW, le denominazioni FW01, FW02 e FW03 che furono utilizzate quell'anno erano indicative del numero di telaio, non del tipo. Inizialmente fu schierata una sola vettura per Arturo Merzario (sesto al Gran Premio del Sudafrica dopo aver ottenuto il terzo tempo in qualifica) denominata ISO Marlboro FW01-Ford. Saltuariamente si alternarono sulla seconda vettura Tom Belsø, Gijs van Lennep, Jean-Pierre Jabouille, Jacques Laffite, mentre al Gran Premio di Svezia fu schierata una terza vettura per Richard Robarts. Il quarto posto al Gran Premio d'Italia ottenuto da Merzario fu il miglior risultato della stagione.

### 1975
Merzario e Laffite rimasero anche per il 1975 al volante delle nuove Williams-Ford. Solo nel Gran Premio di Spagna Laffite fu sostituito da Tony Brise (7º al traguardo), mentre Merzario portava all'esordio la nuova Williams FW04. Dopo il Gran Premio del Belgio Merzario lasciò la squadra e fu sostituito da Ian Scheckter mentre Damien Magee sostituì per una gara Laffite al Gran Premio di Svezia. Ma anche Ian Scheckter (fratello del futuro campione di Formula 1 Jody) rimase senza fondi e fu talvolta sostituito da François Migault. L'unica nota lieta della stagione fu il fortunoso secondo posto di Laffite al Gran Premio di Germania favorito da molte forature ed incidenti. Era dal 1969 che una vettura di Frank Williams non saliva sul podio, i sei punti di Laffite furono gli unici raccolti dalla squadra durante tutto l'anno. La seconda vettura continuò ad essere affittata gara per gara a piloti come Ian Ashley, Jo Vonlanthen, Renzo Zorzi, Lella Lombardi.

### 1976: arriva Walter Wolf
All'inizio del 1976, la Frank Williams Racing Cars fu acquistata dal petroliere Walter Wolf, diventando Walter Wolf Racing. Solo al Gran Premio di Spagna fu iscritta una FW04 alla guida dello spagnolo Emilio Zapico grazie a un accordo con la Mapfre, che tuttavia non prese parte alla gara non avendo ottenuto la qualificazione. Frank Williams, relegato insieme a Patrick Head a figura di secondo piano nel team Wolf Racing, decise di lasciare la scuderia e fondare la Williams Grand Prix Engineering nel 1977.

## Risultati in Formula 1
| Anno | Vettura    | Motore                              | Gomme | Piloti  |  |     |   |     |     |   |     |   |     |   |    |  |  |  |  |  | Punti | Pos. |
| ---- | ---------- | ----------------------------------- | ----- | ------- |  | --- | - | --- | --- | - | --- | - | --- | - | -- |  |  |  |  |  | ----- | ---- |
| 1969 | BT26A BT30 | Ford Cosworth DFV Ford Cosworth FVA | D     | Courage |  | Rit | 2 | Rit | Rit | 5 | Rit | 5 | Rit | 2 | 10 |  |  |  |  |  | -     |      |
| 1969 | BT26A BT30 | Ford Cosworth DFV Ford Cosworth FVA | D     | Attwood |  |     |   |     |     |   | 6   |   |     |   |    |  |  |  |  |  | -     |      |

| Anno | Vettura       | Motore            | Gomme | Piloti   |     |    |    |     |     |  |    |    |     |     |    |     |  |  |  |  | Punti | Pos. |
| ---- | ------------- | ----------------- | ----- | -------- | --- | -- | -- | --- | --- |  | -- | -- | --- | --- | -- | --- |  |  |  |  | ----- | ---- |
| 1970 | De Tomaso 505 | Ford Cosworth DFV | D     | Courage  | Rit | NP | NC | Rit | Rit |  |    |    |     |     |    |     |  |  |  |  | -     |      |
| 1970 | De Tomaso 505 | Ford Cosworth DFV | D     | Redman   |     |    |    |     |     |  | NP | NQ |     |     |    |     |  |  |  |  | -     |      |
| 1970 | De Tomaso 505 | Ford Cosworth DFV | D     | Schenken |     |    |    |     |     |  |    |    | Rit | Rit | NC | Rit |  |  |  |  | -     |      |

| Anno | Vettura             | Motore            | Gomme | Piloti    |    |     |   |    |     |   |     |   |    |     |     |  |  |  |  |  | Punti | Pos. |
| ---- | ------------------- | ----------------- | ----- | --------- | -- | --- | - | -- | --- | - | --- | - | -- | --- | --- |  |  |  |  |  | ----- | ---- |
| 1971 | March 701 March 711 | Ford Cosworth DFV | F     | Pescarolo | 11 | Rit | 8 | NC | Rit | 4 | Rit | 6 | NP | Rit | Rit |  |  |  |  |  | -     |      |
| 1971 | March 701 March 711 | Ford Cosworth DFV | F     | Jean      |    |     |   |    | NC  |   |     |   |    |     |     |  |  |  |  |  | -     |      |

| Anno | Vettura                          | Motore            | Gomme | Piloti    |   |    |    |     |    |     |     |     |    |     |    |     |  |  |  |  | Punti | Pos. |
| ---- | -------------------------------- | ----------------- | ----- | --------- | - | -- | -- | --- | -- | --- | --- | --- | -- | --- | -- | --- |  |  |  |  | ----- | ---- |
| 1972 | March 711 March 721 Politoys FX3 | Ford Cosworth DFV | G     | Pescarolo | 8 | 11 | 11 | Rit | NC | NP  | Rit | Rit | NP | NQ  | 13 | 14  |  |  |  |  | -     |      |
| 1972 | March 711 March 721 Politoys FX3 | Ford Cosworth DFV | G     | Pace      |   | 17 | 6  | 17  | 5  | Rit | Rit | NC  | NC | Rit | 9* | Rit |  |  |  |  | -     |      |

| Anno | Vettura                           | Motore            | Gomme | Piloti     |     |   |     |     |     |     |     |     |     |   |    |    |     |    |    |  | Punti | Pos. |
| ---- | --------------------------------- | ----------------- | ----- | ---------- | --- | - | --- | --- | --- | --- | --- | --- | --- | - | -- | -- | --- | -- | -- |  | ----- | ---- |
| 1973 | ISO Marlboro FX3B ISO-Marlboro IR | Ford Cosworth DFV | F     | Galli      | Rit | 9 |     | 11  | Rit | Rit |     |     |     |   |    |    |     |    |    |  | -     |      |
| 1973 | ISO Marlboro FX3B ISO-Marlboro IR | Ford Cosworth DFV | F     | Ganley     | NC  | 7 | 10  | Rit | Rit | Rit | Rit | 14  | 9   | 9 |    | NC | NC  | 6  | 12 |  | -     |      |
| 1973 | ISO Marlboro FX3B ISO-Marlboro IR | Ford Cosworth DFV | F     | Pretorius  |     |   | Rit |     |     |     |     |     |     |   |    |    |     |    |    |  | -     |      |
| 1973 | ISO Marlboro FX3B ISO-Marlboro IR | Ford Cosworth DFV | F     | Belsø      |     |   |     |     |     |     | NP  |     |     |   |    |    |     |    |    |  | -     |      |
| 1973 | ISO Marlboro FX3B ISO-Marlboro IR | Ford Cosworth DFV | F     | Pescarolo  |     |   |     |     |     |     |     | Rit |     |   | 10 |    |     |    |    |  | -     |      |
| 1973 | ISO Marlboro FX3B ISO-Marlboro IR | Ford Cosworth DFV | F     | McRae      |     |   |     |     |     |     |     |     | Rit |   |    |    |     |    |    |  | -     |      |
| 1973 | ISO Marlboro FX3B ISO-Marlboro IR | Ford Cosworth DFV | F     | van Lennep |     |   |     |     |     |     |     |     |     | 6 |    | 9  | Rit |    |    |  | -     |      |
| 1973 | ISO Marlboro FX3B ISO-Marlboro IR | Ford Cosworth DFV | F     | Schenken   |     |   |     |     |     |     |     |     |     |   |    |    |     | 14 |    |  | -     |      |
| 1973 | ISO Marlboro FX3B ISO-Marlboro IR | Ford Cosworth DFV | F     | Ickx       |     |   |     |     |     |     |     |     |     |   |    |    |     |    | 7  |  | -     |      |

| Anno | Vettura         | Motore            | Gomme | Piloti     |     |     |     |     |     |     |     |     |    |     |     |     |     |     |     |  | Punti | Pos. |
| ---- | --------------- | ----------------- | ----- | ---------- | --- | --- | --- | --- | --- | --- | --- | --- | -- | --- | --- | --- | --- | --- | --- |  | ----- | ---- |
| 1974 | Iso-Marlboro FW | Ford Cosworth DFV | F     | Merzario   | Rit | Rit | 6   | Rit | Rit | Rit | INF | Rit | 9  | Rit | Rit | Rit | 4   | Rit | Rit |  | -     |      |
| 1974 | Iso-Marlboro FW | Ford Cosworth DFV | F     | Belsø      |     |     | Rit | NQ  |     |     | 8   |     |    | NQ  |     |     |     |     |     |  | -     |      |
| 1974 | Iso-Marlboro FW | Ford Cosworth DFV | F     | Robarts    |     |     |     |     |     |     | NP  |     |    |     |     |     |     |     |     |  | -     |      |
| 1974 | Iso-Marlboro FW | Ford Cosworth DFV | F     | van Lennep |     |     |     |     | 14  |     |     | NQ  |    |     |     |     |     |     |     |  | -     |      |
| 1974 | Iso-Marlboro FW | Ford Cosworth DFV | F     | Jabouille  |     |     |     |     |     |     |     |     | NQ |     |     |     |     |     |     |  | -     |      |
| 1974 | Iso-Marlboro FW | Ford Cosworth DFV | F     | Laffite    |     |     |     |     |     |     |     |     |    |     | Rit | NC  | Rit | 15  | Rit |  | -     |      |

| Anno | Vettura        | Motore            | Gomme | Piloti     |     |     |     |     |    |     |     |     |     |     |    |     |     |    |  |  | Punti | Pos. |
| ---- | -------------- | ----------------- | ----- | ---------- | --- | --- | --- | --- | -- | --- | --- | --- | --- | --- | -- | --- | --- | -- |  |  | ----- | ---- |
| 1975 | FW02 FW03 FW04 | Ford Cosworth DFV | G     | Merzario   | NC  | Rit | Rit | Rit | NQ | Rit |     |     |     |     |    |     |     |    |  |  | 6     | 9º   |
| 1975 | FW02 FW03 FW04 | Ford Cosworth DFV | G     | Scheckter  |     |     |     |     |    |     |     | Rit | 12  |     |    |     |     |    |  |  | 6     | 9º   |
| 1975 | FW02 FW03 FW04 | Ford Cosworth DFV | G     | Laffite    | Rit | 11  | NC  |     | NQ | Rit | Rit | 11  | Rit | Rit | 2  | Rit | NP  |    |  |  | 6     | 9º   |
| 1975 | FW02 FW03 FW04 | Ford Cosworth DFV | G     | Magee      |     |     |     |     |    |     | 14  |     |     |     |    |     |     |    |  |  | 6     | 9º   |
| 1975 | FW02 FW03 FW04 | Ford Cosworth DFV | G     | Migault    |     |     |     |     |    |     |     |     | NP  |     |    |     |     |    |  |  | 6     | 9º   |
| 1975 | FW02 FW03 FW04 | Ford Cosworth DFV | G     | Ashley     |     |     |     |     |    |     |     |     |     |     | NP |     |     |    |  |  | 6     | 9º   |
| 1975 | FW02 FW03 FW04 | Ford Cosworth DFV | G     | Vonlanthen |     |     |     |     |    |     |     |     |     |     |    | Rit |     |    |  |  | 6     | 9º   |
| 1975 | FW02 FW03 FW04 | Ford Cosworth DFV | G     | Zorzi      |     |     |     |     |    |     |     |     |     |     |    |     | Rit |    |  |  | 6     | 9º   |
| 1975 | FW02 FW03 FW04 | Ford Cosworth DFV | G     | Lombardi   |     |     |     |     |    |     |     |     |     |     |    |     |     | NP |  |  | 6     | 9º   |
| 1975 | FW02 FW03 FW04 | Ford Cosworth DFV | G     | Brise      |     |     |     | 7   |    |     |     |     |     |     |    |     |     |    |  |  | 6     | 9º   |

| Anno | Vettura   | Motore            | Gomme | Piloti    |   |    |    |    |    |    |     |    |    |     |     |     |    |     |     |     | Punti | Pos. |
| ---- | --------- | ----------------- | ----- | --------- | - | -- | -- | -- | -- | -- | --- | -- | -- | --- | --- | --- | -- | --- | --- | --- | ----- | ---- |
| 1976 | FW04 FW05 | Ford Cosworth DFV | G     | Ickx      | 8 | 16 | NQ | 7  | NQ | NQ |     | 10 | NQ |     |     |     |    |     |     |     | 0     | NC   |
| 1976 | FW04 FW05 | Ford Cosworth DFV | G     | Merzario  |   |    |    |    |    |    |     |    |    | Rit | Rit | Rit | NP | Rit | Rit | Rit | 0     | NC   |
| 1976 | FW04 FW05 | Ford Cosworth DFV | G     | Zorzi     | 9 |    |    |    |    |    |     |    |    |     |     |     |    |     |     |     | 0     | NC   |
| 1976 | FW04 FW05 | Ford Cosworth DFV | G     | Leclère   |   | 13 | NQ | 10 | 11 | 11 | Rit | 13 |    |     |     |     |    |     |     |     | 0     | NC   |
| 1976 | FW04 FW05 | Ford Cosworth DFV | G     | Amon      |   |    |    |    |    |    |     |    |    |     |     |     |    | NP  |     |     | 0     | NC   |
| 1976 | FW04 FW05 | Ford Cosworth DFV | G     | Brown     |   |    |    |    |    |    |     |    |    |     |     |     |    |     | 14  |     | 0     | NC   |
| 1976 | FW04 FW05 | Ford Cosworth DFV | G     | Binder    |   |    |    |    |    |    |     |    |    |     |     |     |    |     |     | Rit | 0     | NC   |
| 1976 | FW04 FW05 | Ford Cosworth DFV | G     | Kuwashima |   |    |    |    |    |    |     |    |    |     |     |     |    |     |     | NP  | 0     | NC   |
| 1976 | FW04 FW05 | Ford Cosworth DFV | G     | Zapico    |   |    |    | NQ |    |    |     |    |    |     |     |     |    |     |     |     | 0     | NC   |

| Legenda | 1º posto     | 2º posto | 3º posto    | A punti         | Senza punti/Non class.  | Grassetto – Pole position Corsivo – Giro più veloce |
| Legenda | Squalificato | Ritirato | Non partito | Non qualificato | Solo prove/Terzo pilota | Grassetto – Pole position Corsivo – Giro più veloce |